# Wilhelm Gesenius
Heinrich Friedrich Wilhelm Gesenius (Nordhausen, 1786 – Halle, 1842) è stato un orientalista tedesco.
Insegnò per lungo tempo teologia all'Università di Halle, tuttavia è più conosciuto per aver gettato le basi dello studio scientifico dell'ebraismo e iscrizioni fenicie.

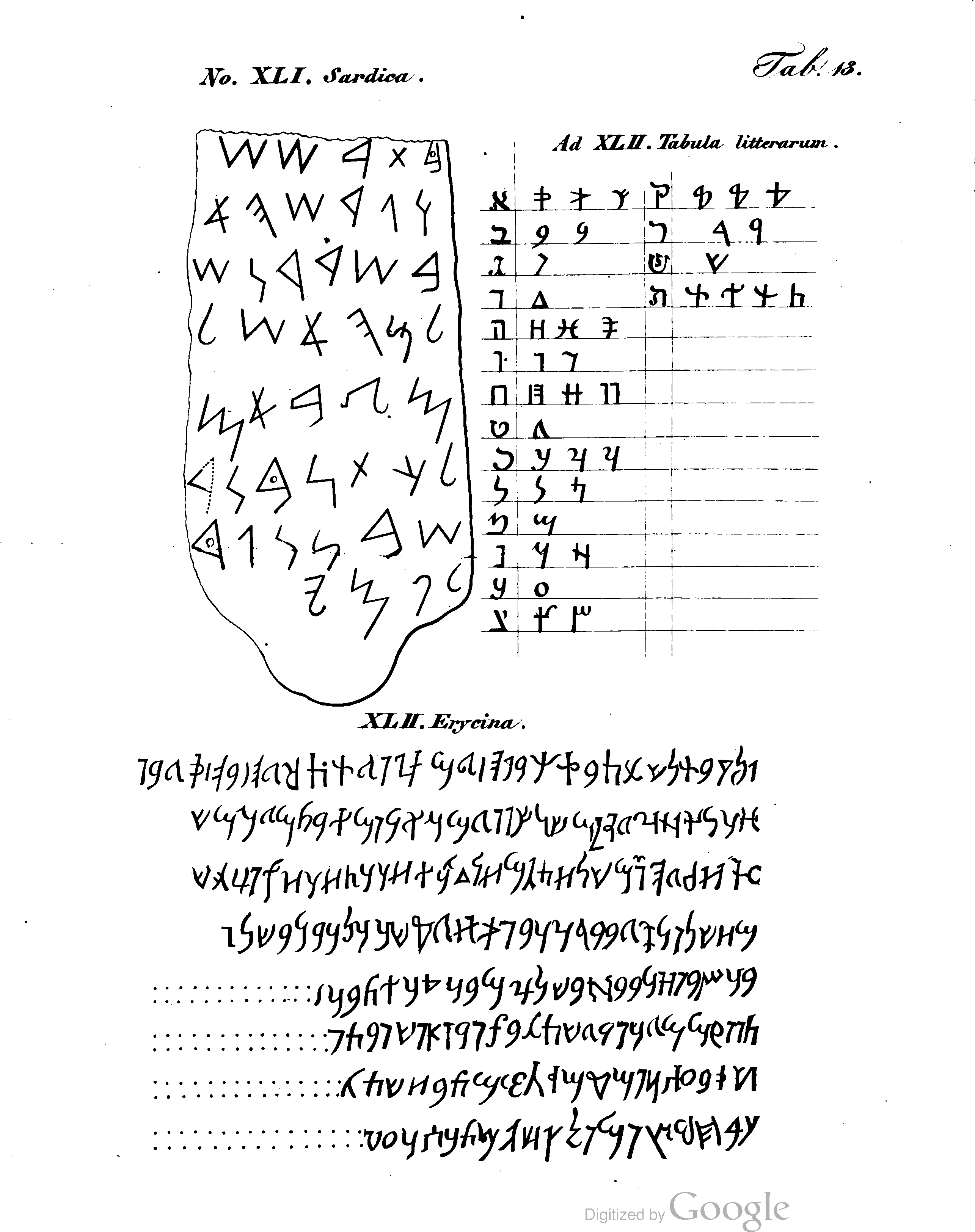
La Stele di Nora nell'opera di Gesenius del 1837 Scripturae Linguaeque Phoeniciae Monumenta

## Opere
- Versuch über die maltesische Sprache. (1810)
- Hebräisch-deutsches Handwörterbuch über die Schriften des Alten Testaments mit Einschluß der geographischen Nahmen und der chaldäischen Wörter beym Daniel u. Esra. 1810/1812
- Hebräische Grammatik. 1813. 28.edizione Leipzig 1909, Ristampaː Georg Olms Verlag, Hildesheim 1983, ISBN 3-487-00325-2
- Hebräisches Elementarbuch. (1813 / 1814 / 1824)
- Neues Hebräisch-deutsches Handwörterbuch über das Alte Testament mit Einschluß des biblischen Chaldaismus. Leipzig 1815, 18.edizione a cura di von Herbert Donner. Springer Verlag, Berlin u. a. 2013, ISBN 978-3-642-25680-6.
- Geschichte der hebräischen Sprache und Schrift. 1815
- Ausführliches grammatisch-kritisches Lehrgebäude der hebräischen Sprache. Mit Vergleichung der verwandten Dialekte. (1817)
- Paläolographische Studien über phönizische und punische Schrift. (1835)
- Hebräisches Lesebuch. 1814, 7. Aufl. 1844